# Reinwardt Academy
Reinwardt Academy of Culture Heritage je jedna z fakult amsterdamské Školy umění (další fakulty - Akademie výtvarných umění ve vzdělání, Akademie architektury, Konzervatoř, Akademie nizozemského filmu a televize a Divadelní akademie). Fakulta je pojmenována po Casparu Georgi Carlu Reinwardtovi (1773-1854), což byl nizozemský botanik narozený v Prusku. Stal se zakladatelem a prvním ředitelem zemědělské botanické zahrady na Jávě. Se školou je spojen Peter van Mensch, který na fakultě působil jako profesor. Reindwart Academy má dva studijní programy: bakalářský program a magistr museologie, který byl jako první mezinárodní kurz ověřen britskou Národní kulturní vzdělávací organizací v roce 1998.
Délka bakalářského programu je čtyři roky a jazykem je nizozemština. Je to základní program s praktickou orientací. Nabízí znalosti a dovednosti pro budoucí profesionály v oboru kulturního dědictví. Náplň kurzů se průběžně přizpůsobuju změnám na poli kulturního dědictví. Odborné zaměření kurzu je předmětem pravidelných konzultací s profesionálními organizacemi na národní a mezinárodní úrovni. Kurzy lze rozdělit na dvě oblasti: 1) příprava na funkce ve všech institucích, které operují na poli kulturního dědictví (muzea, archivy, knihovny, vědecká centra,...) 2) pozornost je kladena na všechny typy dědictví: historické a umělecké objekty, tradice, rituály, zvyky, průmyslové dědictví atd. Díky kontaktům akademie s institucemi v Nizozemsku mají studenti hodně možností exkurzí a bakalářských projektů.
Program magistr museologie je vyučován v angličtině a jeho délka je 18 měsíců. Magisterské studium je založeno na široké definici muzea. Nevylučuje tradiční muzea, ale více se zaměřuje na nové přístupy. Kurz nabízí studentům možnost hlouběji reflektovat a experimentovat s novými vizemi dědictví a jejich rolí ve společnosti. Program má čtyři témata: 1) jednota praxe, teorie a etiky 2) muzeologie jako teoretický rámec 3) mezinárodní orientace 4) zaměření na budoucnost. Absolventi programu jsou připraveni na vedoucí a politicky strategické pozice v rámci ochranných organizací, muzeí a kulturního sektoru.
Na Reinwardt Academy působí od srpna 2011 výzkumná skupina. Zakladatelé Hester Debbits a Riemer Knoop se zaměřují na formování teorie a rozvoj vzdělání s ohledem na materiály a nehmotné kulturní dědictví. Tato činnost přispívá k posílení sociálního postavení paměťových institucí a dalšímu rozvoji vzdělávání v kulturním dědictví.